# Oerel
Oerel is een gemeente in de Duitse deelstaat Nedersaksen. De gemeente maakt, als bestuurszetel, deel uit van de Samtgemeinde Geestequelle in het Landkreis Rotenburg (Wümme).
Oerel telt 1.846 inwoners.
Tot de gemeente  Oerel behoren nog twee andere dorpen: Barchel, waar veel rundveeteelt wordt bedreven, 3 kilometer ten zuidwesten  van  Oerel, en Glinde, 3 km ten oosten van Oerel, waar een belangrijke  provinciale weg naar Bad Bederkesa zich noordwestwaarts van de B71 afsplitst. Te Oerel begint ook de Bundesstraße 495, noord- en noordoostwaarts via o.a. Hemmoor naar Glückstadt.
Oerel ligt slechts 7 kilometer ten westen van Bremervörde.  Ten noordwesten van  Oerel ligt een enkele honderden hectare groot productiebos, Forst Hinzel.

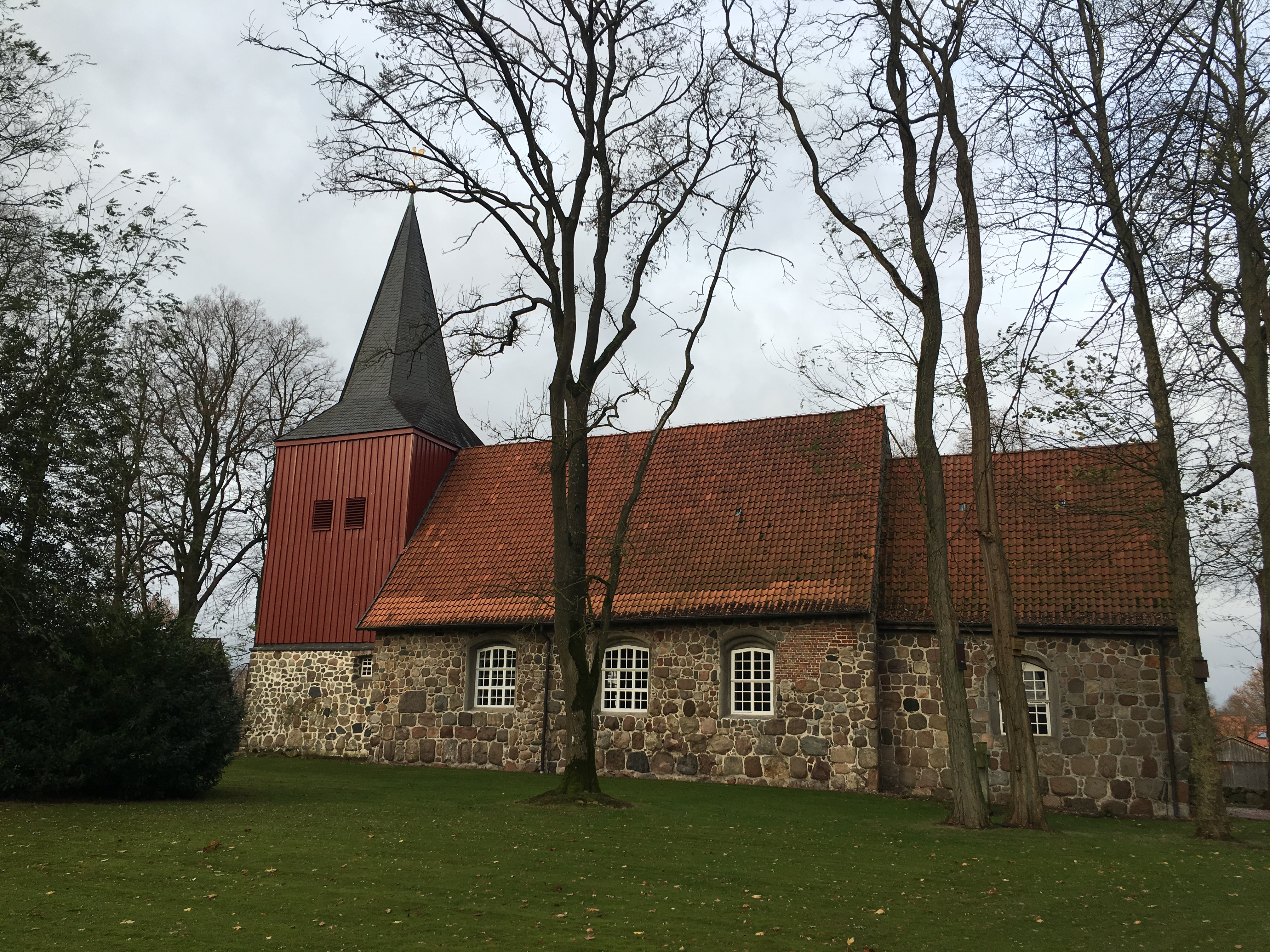
Oerel, St. Gangolfkerk

De evangelisch-lutherse Sint-Gangolfkerk te Oerel dateert grotendeels uit de 12e eeuw. De toren is 18e-eeuws. Mogelijk heeft op de plaats van dit bedehuis eerder een nog door de heilige Willehad in de 8e eeuw gesticht kerkje gestaan. Het dorp Oerel zelf, waarover nagenoeg geen historische bijzonderheden van meer dan plaatselijke betekenis zijn overgeleverd, wordt in een schenkingsakte anno 937 als Urhala voor het eerst vermeld.
Oerel heeft twee stationnetjes: één in het dorp zelf, aan de spoorlijn Bremervörde - Osterholz-Scharmbeck, een toeristische spoorweg, en één op 2 kilometer ten noordwesten van het dorp. Dit Station Oerel ligt aan de spoorlijn Bremerhaven-Wulsdorf - Buchholz, en hier stoppen wel gewone passagierstreinen. 
Door het dorp lopen, op een gemeenschappelijk traject, de Bundesstraße 74 en de Bundesstraße 71.